# Third World
Third World — реґі-гурт з Ямайки. Утворений 1973 року у Кінгстоні.
До його складу ввійшли: Білл «Банні Раґс» Кларк (Bill «Bunny Rugs» Clarke) — вокал, гітара; Стівен «Кет» Кур (Stephen «Cat» Coore) — гітара, бас, гармоніка, ударні, вокал; Майкл «Айбо» Купер (Michael «Ibo» Cooper) — клавішні; Річард Дейлі (Richard Daley) — бас, гітара, ударні; Ірвінг «Каррот» Джарретт (Irving «Carrot» Jarrett) — ударні, вокал та Вільям Стюарт (William Stewart) — ударні.
Дебютували Third world, як і багато інших артистів з Ямайки, виконуючи виключно музику реґі. Проте 1975 року гурт перебравася до Лондона, де наступного року видав свій перший альбом «Third World». Поступово музиканти почали збагачувати свою творчість елементами соул, диско, року та джазу. Найкраще втілення це знайшло у творі «Now That We've Found Love» з репертуару O'Jays, а також у власних композиціях учасників гурту, наприклад, «Cool Meditation» та «Dancing On The Floor».
Публіка оцінила у Third World головним чином досконалі вокальні гармонії і лагідні, хоча і дещо безбарвні мелодії.

## Дискографія
- 1976: Third World
- 1977: 96 Degrees In The Shade
- 1978: Journey To Addis
- 1979: The Story's Been Told
- 1980: Arise In Harmony
- 1980: Prisoner In The Street
- 1981: Rock The World
- 1982: You've Got The Power
- 1983: All The Way Strong
- 1983: In Shade
- 1985: Reggae Greats: Third World
- 1985: Reggae Ambassadors
- 1985: Sense Of Purpose
- 1987: Hold On To Love
- 1989: Serious Business
- 1991: It's The Same Old Song
- 1992: Committed
- 1993: The Best Of Third World
- 1995: Live It Up
- 1995: Greatest Hits.